# Papyrus 40
Papyrus 40 (nach Gregory-Aland mit Sigel {\displaystyle {\mathfrak {P}}}40 bezeichnet) ist eine frühe griechische Abschrift des Neuen Testaments. Dieses Papyrusmanuskript des Römerbriefes enthält die Verse 1,24–27; 1,31–2,3; 3,21–4,8; 6,4–5.16; 9,16–17.27. Mittels Paläographie wurde es auf das 3. Jahrhundert datiert. Es wurde sorglos geschrieben.
Der griechische Text des Kodex repräsentiert den Alexandrinischen Texttyp (oder eher einen protoalexandrinischen Texttyp). Kurt Aland bezeichnete ihn als „freien Text“ und ordnete ihn wegen seines Alters in Kategorie I ein.
Die Handschrift ist näher am Codex Sinaiticus als am Codex Alexandrinus und Vaticanus.
Die Fragmente werden zurzeit in der Papyrussammlung der Universität Heidelberg (Inv. no. 45) aufbewahrt.